# المجلس الأعلى للقضاء (البحرين)
المجلس الأعلى للقضاء في مملكة البحرين ، أُنشِئَ المجلس للقيام بالإشراف على حسن سير العمل في المحاكم وفي الأجهزة المعاونة لها، واتخاذ ما يلزم من أجل ذلك، واقتراح تعيين وترقية القضاة وأعضاء النيابة العامة، وكل ما يتعلق بشأنهم، وإبداء الرأي في مشروعات القوانين المتعلقة بالقضاء والنيابة العامة، وكافة المسائل المنصوص عليها في قانون السلطة القضائية. يعتبر المجلس الأعلى للقضاء هو الجهاز القائم على إدارة شئون السلطة القضائية، ويرأسه الملك حمد بن عيسى آل خليفة ملك البحرين، وذلك وفقاً للبند (ح) من المادة 33 من دستور البحرين حيث نص بأن يرأس الملك المجلس الأعلى للقضاء ويعين القضاة بأوامر ملكية بناء على اقتراح من المجلس الأعلى للقضاء.

## تاريخ القضاء
يبدأ التاريخ العدلي في البحرين منذ العام 1783 والذي تأسست فيه البحرين كدولة على يد أحمد الفاتح، حيث كان القضاء جزءاً من مسؤوليات الحاكم، وبما يلبي متطلبات حكم القضاء بالفصل في النزاعات بين الناس، والحفاظ على الحقوق وتثبيت دعائم الطمأنينة.
ومع بدايات تكوين ملامح الدولة بالمفهوم العصري في عهد الشيخ عيسى بن علي آل خليفة (1869-1932)، بدأ القضاء الانتقال إلى مرحلة جديدة من التطور بما يستجيب للحاجات الملحة آنذاك، فشكلت محكمة للأجانب للفصل فيما ينشأ بينهم من منازعات، ثم تبعها إنشاء المحاكم المشتركة للفصل في الخصومات التي يكون أحد طرفيها من أبناء البلاد والآخر أجنبياً، فأسست أول محكمة نظامية في عام 1341هـ - 1923.
وواصل القضاء أخذ حيز أساسي من عملية تحديث الدولة بما يمكنها من استيعاب المتطلبات الجديدة نتيجة تطور اُسلوب حياة المجتمع وتزايد أفراده وتشابك علاقاته ومصالحه، ففي عهد الشيخ حمد بن عيسى آل خليفة (1932-1942)، ومن ثم في عهد الشيخ سلمان بن حمد آل خليفة (1942-1961)، سار القضاء خطوة أخرى، وأصبح لازماً إنشاء محاكم لها اختصاص محدد فوجدت المحاكم الشرعية للفصل في منازعات الأحوال الشخصية بين المواطنين، والمحاكم المدنية للفصل في منازعاتهم المالية والعقارية، والمحاكم الجزائية.
كما أنشئ مجلس للغوص والتجارة الذي اختص بمسائل الغوص واللؤلؤ وبالمنازعات التي تقوم بين التجار، وكانت قرارات المجلس تعرض بعد صدورها على المحاكم المدنية لإقرارها. أما تنفيذ الأحكام فقد كان من اختصاص محاكم يطلق عليها (محاكم الإجراء)، والأحكام الجزائية فكانت الشرطة هي التي تتولى تنفيذها.
وقد صدرت خلال تلك الفترة الكثير من القوانين المهمة، ومنها الإعلان الصادر عن حكومة البحرين في العام 1935 باعتماد قانون التوكيل في محاكم البحرين، وقانون عقوبات البحرين  في 1955، وقانون للإجراءات الجزائية وآخر ينظم التصرف بالمال في القضايا الجزائية في 1956، وقانون التهم في القضايا الجزائية 1957، وقانون الرسوم والمصاريف في القضايا المدنية في 1958، وقانون المخالفات المدنية، وقانون أصول المحاكمات الجزائية لسنة 1966، وقانون لتنظيم العلاقة بين المالك والمستأجر، وقوانين لتنظيم اكتساب ملكية العقارات بوضع اليد وتسجيل عقود ملكيتها.
كما شهدت الثلاثينيات من القرن الماضي تأسيس دائرة أموال القاصرين، لتكون فيما بعد إحدى الإدارات المحورية ضمن اختصاصات القطاع العدلي.
واستكمالاً لمشروع بناء الدولة الحديثة، وفي إطار إعادة تنظيم الدوائر الحكومية للدولة، سجل القضاء نقلة أخرى كبيرة في عهد الشيخ عيسى بن سلمان آل خليفة (1961-1999) ليكون سلطة مستقلة تقوم على الأسس الحديثة، وبدأت هذه المرحلة التاريخية في العام 1970 بإصدار العديد من المراسيم بالإصلاح الإداري للدولة، وقد تناول المرسوم رقم (2) جهاز العدالة فنص على إنشاء دائرة للعدل تضم ثلاث إدارات هي المحاكم والتسجيل العقاري وأموال القاصرين. وبحصول البحرين على استقلالها في عام 1971 أنشئت وزارة العدل التي حلت محل دائرة العدل. وقد صدر المرسوم بقانون رقم (13) لسنة 1971 بشأن تنظيم القضاء حيث قسم القضاء إلى مدني وشرعي، متضمنا التأكيد على استقلال القضاة ولا سلطان عليهم في أداء اختصاصاتهم لغير القانون.

## السلطة القضائية وفقا لميثاق العمل الوطني
تناول ميثاق العمل الوطني السلطة القضائية في القسم الثاني منه «نظام الحكم» في البند سادسا «سيادة القانون واستقلال القضاء»، حيث أشار إلى: سيادة القانون أساس الحكم في الدولة، واستقلال القضاء وحصانته ضمانتان أساسيتان لحماية الحقوق والحريات. وتعمل الدولة على استكمال الهيئات القضائية المنصوص عليها في الدستور وتعيين الجهة القضائية التي تختص بالمنازعات المتعلقة بدستورية القوانين واللوائح، والنيابة العامة.

## السلطة القضائية في دستور مملكة البحرين
السلطة القضائية هي إحدى سلطات الدولة الثلاث وذلك طبقا للمبدأ الدستوري «الفصل بين السلطات» والذي يعني توزيع الوظائف العامة – الدستورية – على سلطات الدولة الثلاث وعدم تركيزها في يد سلطة واحدة. فيعهد للسلطة التشريعية سلطة سن القوانين في حين يوكل للسلطة التنفيذية مهمة تنفيذ القوانين أما بالنسبة للسلطة القضائية فهي تقوم بالفصل في المنازعات.
فالسلطة القضائية، هي سلطة الفصل في المنازعات التي تعرض أمامها. وقد حظيت السلطة القضائية باهتمام بالغ من المشرع الدستوري البحريني باعتبارها الصرح القائم على حماية الحقوق والحريات.
وقد كرس الدستور البحريني مبدأ استقلال القضاء إعمالا لما جاء في ميثاق العمل الوطني، كما وقد خصص الفصل الرابع من الدستور (المواد 104 حتى 106) لبيان ملامح السلطة القضائية وضمانات استقلالها.

## قانون السلطة القضائية
تناول الدستور البحريني في المادتين (104) و (105) الملامح الأساسية لاستقلال السلطة القضائية، وأشار إلى أن القانون يتولى تنظيم السلطة القضائية ويبين ضمانات القضاة.
فصدر المرسوم بقانون رقم (42) لسنة 2002 بإصدار قانون السلطة القضائية الذي نظم القضاء وبين بصورة عامة اختصاصات المحاكم ودرجاتها وضمانات استقلال السلطة القضائية، وتعيين القضاة وأعضاء النيابة العامة وضمانات استقلال القضاة.
فقد وضح في الباب الثاني منه ترتيب المحاكم وولايتها فبدأ بمحاكم القضاء المدني في الفصل الأول منه حيث وضح درجاتها واختصاصاتها في المواد من (6) حتى (12 ثم تناول القضاء الشرعي في الفصل الثاني منه في المواد من (13) حتى (21) أما بقية مواد القانون فقد تناولت شروط تعيين القضاة وترقيتهم وأعضاء النيابة العامة وتشكيل ومهام المجلس الأعلى للقضاء- حيث سيتم تبيانها بنوع من التفصيل في الفقرات التالية-

## ضمانات استقلال السلطة القضائية
إذا كانــت الســلطات العامــة في النظــام الدســتوري البحريــني تتكــون مــن الســلطة التشــريعية والســلطة التنفيذيــة والســلطة القضائيــة، فــإن مبــدأ الفصـل بـن السـلطات لا يكـون مقصـورًا علـى اسـتقلال كل مـن السـلطتين التنفيذيــة والتشــريعية في مواجهــة الأخرى، فالأمر يقتضــي اســتقلال الســلطة القضائيــة هــي الأخرى في مواجهــة كل مــن الســلطتين التنفيذيــة والتشــريعية، حــتى يكــون هنــاك فصــل حقيقــي بــين الســلطات. فالسـلطة القضائيـة باعتبارهـا إحـدى السـلطات العامة في النظام الدسـتوري البحريـني تنفصـل تماما عـن كل مـن السـلطتين التنفيذيـة والتشـريعية، وليـس لأي منهمـا توجيـه، أو تأثـير، أو تدخـل، في عمـل السـلطة القضائيـة. وفي ذلـك ذهبـت المحكمة الدســتورية البحرينيــة في حكــم لها صــدر بتاريــخ 25 يونيــو 2009م أن «مـؤدى اسـتقلال السـلطة القضائيـة أن يكـون تقديـر كل قـاض لوقائـع النزاع وفهمــه لحكم القانــون بشــأنها متحــررًا مــن كل قيــد، أو تأثــير، أو إغــواء، أو وعيــد، أو تدخــل، أو ضغــط، أيــًا كان نوعهــا أو مصدرهــا».
ويعــزز هــذه الضمانــة ويؤكدهــا اســتقلال الســلطة القضائيــة عــن الســلطتين التشــريعية والتنفيذية على النحو التالي:

### أ‌- تعيين أعضاء السلطة القضائية بأوامر ملكية
يعتبر تعيين أعضاء السلطة القضائية بأمر ملكي صادر من جلالة الملك المفدى ملك مملكة البحرين حمد بن عيسى آل خليفة ضمانة كبيرة على استقلال السلطة القضائية مما يجعلها بعيدة كل البعد عن سيطرة السلطة التنفيذية وذلك لارتباطها المباشر برأس الدولة.

### ب‌- استقلالية السلطة القضائية في عدم قابلية أعضائها للعزل
ويقصـد بضمانـة عـدم قابليـة أعضـاء السـلطة القضائيـة للعـزل هو عـدم إبعـاد القاضي عن منصبه القضائي سواء بطريـق العـزل، أم الإحالة إلى التقاعد، أم الوقـف، أم النقـل إلى أية وظيفـة أخرى، إلا في حدود استثنائية وفقا للضوابط التي حددها الدستور أو القانون. وتأكيدا على ذلك فقد نصت المادة (34) من قانون السلطة القضائية على أن: (القضاة غير قابلين للعزل إلا في الحالات ووفقاً للإجراءات المنصوص عليها في هذا القانون.
ولا تنتهي ولايتهم إلا لأحد الأسباب الآتية:
أ- الوفاة.
ب- الاستقالة.
ج- انتهاء مدة عقود المتعاقدين منهم أو مدة إعارة المعارين، ويكون إنهاء العقد أو الإعارة قبل نهاية المدة بقرار من المجلس الأعلى للقضاء.
د- بلوغ سن الإحالة إلى التقاعد.
هـ- ثبوت عجزهم عن القيام بمهام وظائفهم لأسباب صحية، ويثبت العجز بقرار من الهيئة الطبية المختصة.
و- العزل بناء على الأسباب ووفقاً للإجراءات المنصوص عليها في هذا القانون.
ز- إسناد مناصب أخرى لهم بموافقتهم).

### ت‌- الاستقلال المالي والإداري للسلطة القضائية
إيمانا من المشرع البحريني بأهمية استقلال السلطة القضائية في تحقيق العدالة والنأي بها عن شبهة تدخل الحكومة في شئونها المالية مما يحول دون استقلالية أعضائها ويجعلهم تحت مظنة التأثير عليهم، صدر المرسوم بقانون رقم (44) لسنة 2012 بتعديل بعض أحكام قانون السلطة القضائية، والذي على إثره تم استبدال نص المادة (73 مكرر) من القانون، حيث نصت المادة على: (تكون للمجلس الأعلى للقضاء ميزانية سنوية مستقلة، تبدأ ببداية السنة المالية للدولة وتنتهي بنهايتها.
ويُعد رئيس محكمة التمييز مشروع الميزانية قبل بدء السنة المالية بوقت كاف، ويتولى مناقشتها مع وزير المالية. ويراعى في إعداد المشروع إدراج كل من الإيرادات والمصروفات رقماً واحداً.
وبعد اعتماد الميزانية العامة للدولة، يتولى رئيس محكمة التمييز، بالتنسيق مع وزير المالية، توزيع الاعتمادات الإجمالية لميزانية المجلس الأعلى للقضاء على أساس التبويب الوارد في الميزانية العامة للدولة.
ويباشر رئيس محكمة التمييز السلطات المخولة لوزير المالية في القوانين واللوائح بشأن تنفيذ ميزانية المجلس الأعلى للقضاء في حدود الاعتمادات المدرجة فيها، كما يباشر السلطات المخولة لديوان الخدمة المدنية.
وعلى رئيس محكمة التمييز توريد فائض الاعتمادات المالية التي لم يتم صرفها أو لم يتم الالتزام بها خلال السنة المالية المنقضية إلى الميزانية العامة للدولة.
ويعد رئيس محكمة التمييز الحساب الختامي لميزانية المجلس الأعلى للقضاء في المواعيد المقررة، ويحيله إلى وزير المالية لإدراجه في الحساب الختامي للميزانية العامة للدولة.
ومع عدم الإخلال برقابة ديوان الرقابة المالية والإدارية، تسري على ميزانية المجلس الأعلى للقضاء والحساب الختامي لها القوانين المنظمة للميزانية العامة للدولة والحساب الختامي لها.
ويصدر بنظام رواتب وبدلات ومزايا القضاة وأعضاء النيابة العامة أمر ملكي بناء على اقتراح من المجلس الأعلى للقضاء. ويُصدر المجلس الأعلى للقضاء لائحة تنظم شئون القضاة والنيابة العامة دون التقيد بالأحكام المالية والإدارية المقررة في قانون الخدمة المدنية).

### ج- استقلالية السلطة القضائية في الحصانة الإجرائية لأعضائها
ويقصد بمصطلح الحصانة الإجرائية لأعضاء السلطة القضائية أنهم يتمتعون ببعض الضمانات في مجال الإجراءات الجنائية كالقبض والحبس التي توجه ضدهم وذلك حماية لهم من الإجراءات التعسفية أو الكيدية، وتطبيقا لذلك أكد المشرع البحريني على هذه الاستقلالية، ففي غير حالات التلبس بالجريمة، لا يجوز القبض على القاضي وحبسه احتياطيا، ولا يجوز اتخاذ أي من إجراءات التحقيق مع القاضي أو رفع دعوى جنائية ضده إلا بإذن من المجلس الأعلى للقضاء بناء على طلب من النائب العام.

### د- استقلالية السلطة القضائية في سير عملها
أكد الدستور البحريني على أن لا سلطان لأية جهة على القاضي في قضائه ولا يجوز بحال التدخل في سير العدالة ويكفل القانون استقلال القضاء. وفي هذا قضت المحكمة الدستورية البحرينية على:" غاية هذا الاستقلال أن يكون عاصما من التدخل في شئون السلطة القضائية أو تأثيرا في مجرياتها، أو الإخلال بمقوماتها. كما نص قانون السلطة القضائية على: " القضاة مستقلون لا سلطان عليهم في أداء اختصاصاتهم لغير القانون".

## تنظيم المحاكم
القضاء في مملكة البحرين ينقسم إلى:

### القضاء المدني
ويتكون من:
1. محكمة التمييز.
2. محكمة الاستئناف العليا المدنية.
3. المحكمة الكبرى المدنية.
4. المحكمة الصغرى.

وتختص كل منها بالفصل في جميع المسائل التي ترفع إليها طبقا للقانون في المواد المدنية والتجارية والإدارية، وفي المنازعات المتعلقة بالأحوال الشخصية لغير المسلمين، وفي الجرائم إلا ما استثنى بنص خاص. وفيما عدا أعمال السيادة، تختص المحكمة الكبرى المدنية بدائرة إدارية بالفصل في المنازعات الإدارية التي تنشأ بين الافراد والحكومة أو الهيئات أو المؤسسات العامة، عدا الحالات التي ينص عليها القانون على خلاف ذلك.
تختص محكمة التمييز بالنظر في الطعون المقدمة على الأحكام الصادرة من محاكم الاستئناف العليا المدنية أو من المحاكم الكبرى المدنية بصفتها الاستئنافية، وتختص محاكم الاستئناف العليا المدنية بالنظر فيما يرفع إليها من إستئناف الاحكام الصادرة من المحاكم الكبرى المدنية – بصفتها الابتدائية -.
وتختص المحكمة الكبرى المدنية بصفتها الاستئنافية بنظر ما يرفع إليها من إستئناف أحكام المحكمة الصغرى المدنية، وتختص المحكمة الصغرى المدنية والمحكمة الكبرى المدنية بنظر الدعاوى المحددة في قانون المرافعات المدنية والتجارية أو أي اختصاص منصوص عليه في بعض القوانين الأخرى.

### القضاء الشرعي
ويتكون من:
1. محكمة الاستئناف العليا الشرعية.
2. المحكمة الكبرى الشرعية.
3. المحكمة الصغرى الشرعية.

وتؤلف كل محكمة منها من دائرتين:
1. الدائرة الشرعية السنية.
2. الدائرة الشرعية الجعفرية.

وتختص محاكم القضاء الشرعي بالفصل في جميع المنازعات المتعلقة بالأحوال الشخصية للمسلمين، فيما عدا المنازعات المتعلقة بأصول التركة وتصفيتها والتي تختص بنظرها المحكمة المدنية المختصة نوعيا.
وتختص محاكم الاستئناف العليا الشرعية بالنظر فيما يستأنف إليها من أحكام صادرة من المحاكم الكبرى الشرعية – بصفتها الابتدائية.
كما تختص المحكمة الكبرى الشرعية بالحكم ابتدائيا في جميع الدعاوى المتعلقة بالأحوال الشخصية التي لا تدخل في اختصاص المحكمة الصغرى الشرعية. وتختص كذلك بالحكم النهائي فيما يستأنف إليها – بصفتها الإستئنافية - من أحكام صادرة من المحكمة الصغرى الشرعية.
كما تختص المحكمة الصغرى الشرعية بالحكم في الدعاوى الآتية:
1. نفقة الزوجة ونفقة الصغير – بجميع أنواعها – والنفقات بين الأقارب وطلبات زيادتها أو إنقاصها أو إسقاطها.
2. حق الحضانة والحفظ والانتقال بالصغير إلى بلد آخر.
3. إثبات الوراثة والإيصاد والوصية والهبة وضبط إعلامات الوراثة (الفريضة الشرعية).
4. ضبط الحجج الشرعية والإشهادات بأنواعها وتوثيق المحررات المتعلقة بالأحوال الشخصية وكذا حجج الوقف وما يدخل عليها من تعديلات، وذلك مع عدم الإخلال بأحكام قانون التوثيق.

## المجلس الأعلى للقضاء
وفقاً لدستور البحرين وقانون السلطة القضائية يرأس الملك المجلس الأعلى للقضاء ووفقاً للقانون يجوز للملك ان ينيب عنه في رئاسة المجلس الأعلى للقضاء رئيس محكمة التمييز
ولقد أشار قانون السلطة القضائية في المادة (69) إلى تشكيل المجلس الأعلى للقضاء على النحو التالي:
1. رئيس محكمة التمييز.
2. النائب العام.
3. عدد لا يقل عن خمسة من أعضاء السلطة القضائية الحاليين أو السابقين يُسَمُّونَ بأمر ملكي لمدة ثلاث سنوات قابلة للتجديد.

وقد بين قانون السلطة القضائية اختصاصات المجلس الأعلى للقضاء، بما يأتي:
1. الإشراف على حسن سير العمل في المحاكم وفي الأجهزة المعاونة لها، واتخاذ ما يلزم من أجل ذلك.
2. اقتراح تعيين وترقية القضاة وأعضاء النيابة العامة، وكل ما يتعلق بشأنهم.
3. إبداء الرأي في مشروعات القوانين المتعلقة بالقضاء والنيابة العامة.
4. كافة المسائل المنصوص عليها في هذا القانون.

وللمجلس الأعلى للقضاء أمانة عامة يصدر بتشكيلها وتنظيم أعمالها قرار من رئيس المجلس.

### رؤساء المجلس الأعلى للقضاء بالإنابة
|   | الاسم                                    | بداية الفترة   | نهاية الفترة   |
| - | ---------------------------------------- | -------------- | -------------- |
| 1 | الشيخ عبدالرحمن بن محمد بن راشد آل خليفة | 20 نوفمبر 2002 | 23 ديسمبر 2003 |
| 2 | المستشار سالم محمد الكواري               | 26 سبتمبر 2013 | 10 يوليو 2017  |

### نواب رئيس المجلس الأعلى للقضاء
|   | الاسم                                   | بداية الفترة   | نهاية الفترة   |
| - | --------------------------------------- | -------------- | -------------- |
| 1 | الشيخ خليفة بن راشد بن عبدالله آل خليفة | 23 ديسمبر 2003 | 26 سبتمبر 2013 |
| 2 | المستشار عبدالله حسن البوعينين          | 10 يوليو 2017  | 16 يونيو 2022  |
| 3 | الشيخ خالد بن علي بن عبدالله آل خليفة   | 16 يونيو 2022  | حتى الأن       |

## وصلات خارجية
- الموقع الرسمي